# 1814 год в науке
В 1814 году были различные научные и технологические события, некоторые из которых представлены ниже.

## События
- Пьер-Симон Лаплас, французский математик, механик, физик и астроном, предложил мысленный эксперимент, названный — Демон Лапласа.
- В Англии был построен один из первых в мире паровозов и самый первый паровоз Джорджа Стефенсона — «Блюхер» (нем. Blücher).

## Публикации
- Питер Барлоу опубликовал «Таблицы Барлоу квадратов, кубов, квадратных корней, кубических корней и обратных величин всех целых чисел до 15000»[1], которые, начиная с 1840 года, выдержали много переизданий[2].
- Йёнс Берцелиус опубликовал «Försök att genom användandet af den electrokemiska theorien och de kemiska proportionerna grundlägga ett rent vettenskapligt system för mineralogien», в которой дал таблицу атомных масс 41 простого вещества.

## Родились
- 27 февраля — Самуил Клейншмидт, создатель современного гренландского письменного языка.
- 18 апреля — Евстафий Тышкевич, литовский и белорусский археолог и историк.
- 30 мая — Эжен Каталан, бельгийский математик.
- 19 июля — Самюэль Кольт, американский оружейник, изобретатель.

## Скончались
- 29 января — Иоганн Готлиб Фихте, немецкий философ (род. 1762).
- 1 февраля — Николай Николаевич Бантыш-Каменский, русский историк (род. 1737).
- 12 апреля — Чарльз Берни, английский композитор, органист и историк музыки (род. 1726).
- 21 августа — Бенджамин Румфорд, англо-американский учёный и изобретатель.